# Marta Etura
Marta Etura Palenzuela (San Sebastián, 5 de julho de 1978) é uma atriz espanhola. Em 2010, ganhou o Prêmio Goya de melhor atriz coadjuvante pelo seu papel no filme Cela 211.